# Sylvain Bouthillette
Sylvain Bouthillette est un artiste canadien multidisciplinaire né le 1er juin 1963. Il vit et travaille à Montréal. Sa démarche s'inscrit entre une recherche mystique et une poursuite esthétique. Sa pratique oscille entre la peinture, la sculpture, la photographie, l’installation, la musique et la danse. Son œuvre propose un dialogue entre valeurs spirituelles et discours critique.
Il détient un baccalauréat et une maîtrise en arts visuels de l'Université Concordia.

## Biographie
Sylvain Bouthillette a été bassiste de la formation post-hardcore, Bliss. Très tôt, il associe sa démarche artistique à une attitude relevant du punk rock nord-américain et imprégnée d'une éthique DIY.
Depuis 1987, sa production s'inspire de la bad painting new-yorkaise avec un sens de la dérision et un geste pictural proche de De Kooning (précurseur de l'expressionnisme abstrait). Pour rappel, la bad painting a vu le jour en réaction au "bon goût" et à l'intellectualisme des années 1970. Bouthillette en reprend les codes en développant une technique picturale provocante avec un goût pour les dissonances de couleur.

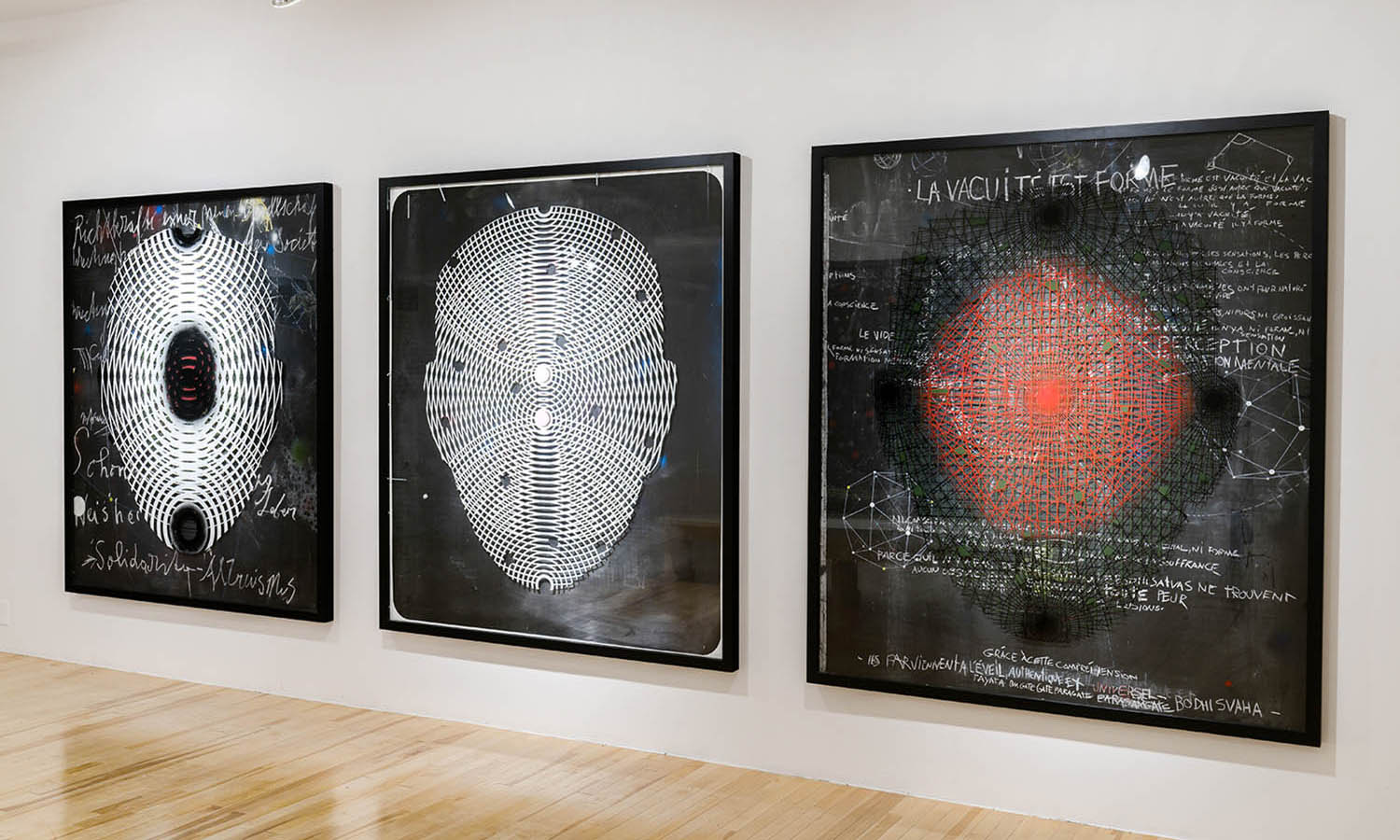
Champ d'action, Sérigraphie sur verre, impression, aérosol, crayon, pastel, 22 x 25 pouces, 2016

En 1996, ses tableaux Oz, et La perte de l'innocence sont classés dans la veine du Néo-Expressionnisme lors de l'exposition Reclaiming Paradise. Il présente ensuite Dharma Tram Stop à l'exposition collective Rigodon (Oboro, Montréal) et commence à se démarquer de l'esthétique bad painting dont il était associée jusqu'alors. En termes esthétiques et spirituels, les traits nerveux dont il pare ses tableaux, ont été comparés par la suite aux chalk talks de Joseph Beuys. Il perfectionne sa technique en combinant des images de bande dessinée provocantes de punks et de skateurs à la recherche chamanique de l'esprit dans la matière donnant lieu à une sorte d'art populaire alternatif. Il crée des peintures et des sculptures souvent à partir de matériaux récupérés. Son œuvre propose un monde loufoque dans un processus esthétique de détérioration et de réparation d'objets jetés. Il compose un répertoire fait d'animaux, de clowns et de têtes de cône ressemblant à un cirque assorti d'une poésie piquante et concrète. Les peintures présentées à l'exposition Rigodon,
sont spacieuses et élégantes […], contrebalançant le jeu de mots muet et une variété bruyante de techniques telles que la craie, l'huile, le spray aérosol et le bas-relief sculpté. À l'instar des toiles proto-graffiti de Roberto Matta, les nouvelles peintures de Bouthillette proposent des espaces galactiques et des formes vectorielles.
Bouddhiste depuis les années 2000, il se sert du texte,comme des slogans, pour livrer un message qui pousse à la méditation. Son positionnement politique (DIY) et philosophique, telle une quête spirituelle, lui permet d'affirmer «la positivité de l'acte de création en tant que forme d'altruisme» pour se libérer de la souffrance intimement liée à notre existence. Cette réflexion spirituelle inspirée de la pratique bouddhiste vise à dénoncer la quête du confort matériel et mental. 
Reconnaître cette peur est une étape extrêmement positive. Elle est un message que quelque chose d'inconnu nous fait signe. C'est simplement la frontière à traverser pour nous ouvrir à un monde plus vaste. La peur est un prix à payer pour atteindre l'intrépidité. Loin d'être un problème, c'est une grâce. Sans elle nous serions à jamais coincé dans notre cocon.
En 2013, on qualifie son installation L'Œil du poisson, avec ses affiches aux lettres noires et massives dessinées à la main comme influencée par le constructivisme russe. 

## Pratique artistique

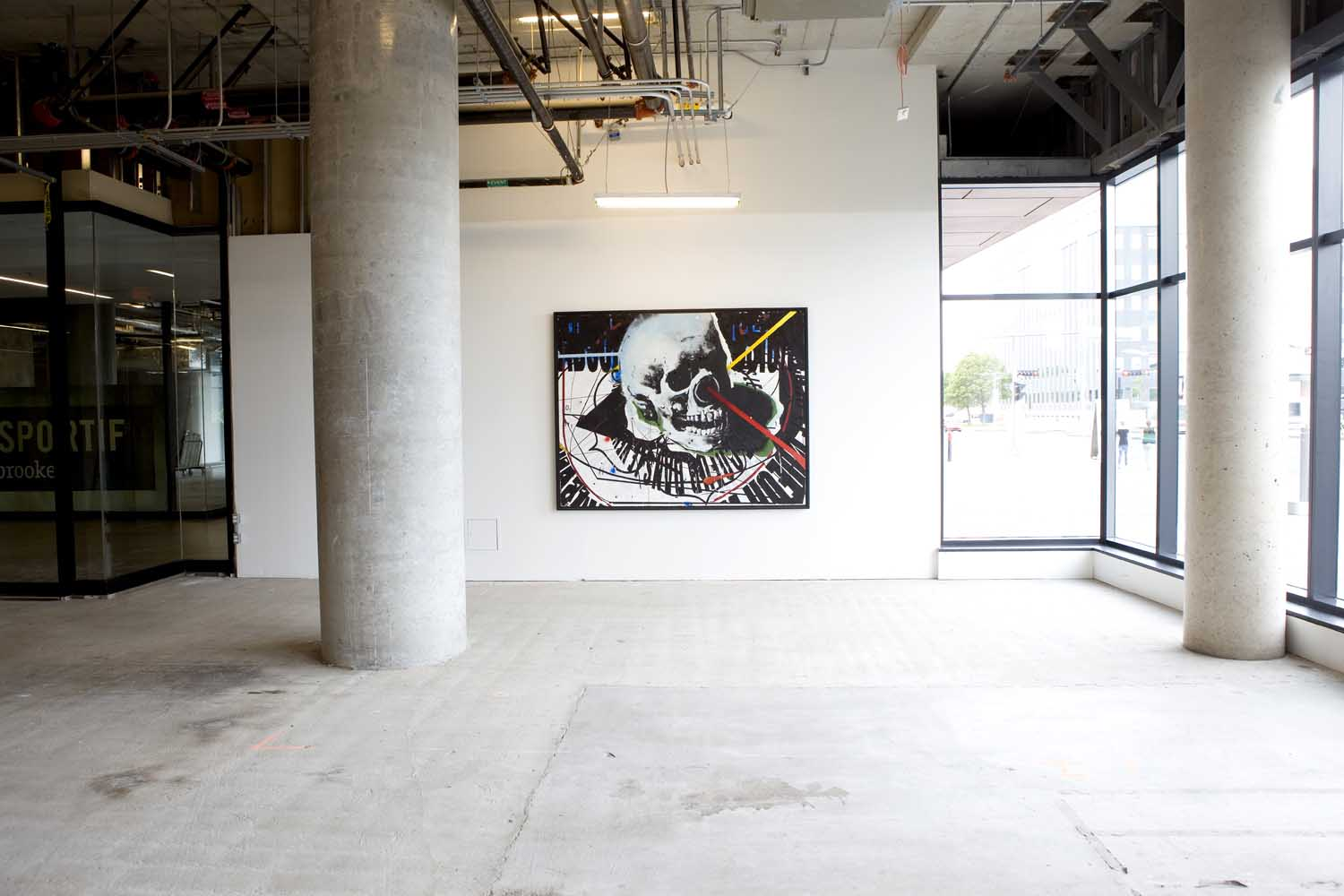
Générateur, 2012. Dans un monde post: un événement post-punk, 2014

Sylvain Bouthillette a exposé son travail au Canada, aux États-Unis et aussi en Europe à la fois en solo et en groupe. On peut voir ses créations dans les collections de la Banque Nationale, de la Caisse de dépôt et placement du Québec, de Giverny Capital, du Musée d’art contemporain de Montréal, du Musée national des beaux-arts du Québec, Musée des beaux-arts de Sherbrooke ainsi que dans plusieurs collections privées.
Ses thèmes de prédilection sont la vie, la mort, la spiritualité, la matérialité et aussi l’impermanence, la confusion, l’instabilité, le ridicule, l’ambiguïté, l’incertitude et l’embarras. Il tente de démontrer que le fait de cesser de croire que la vie est quelque chose de stable et de définissable permet une forme de libération.

## Œuvres
- 1990: Moron, latex et acrylique sur toile
- 1996: La perte de l'innocence
- 1997: Dharma tram stop, installation
- 1999: Gyrocompas, sculpture
- 2004-2005: Allélulia
- 2001: Wenk, sérigraphie
- 2001: Tout est parfaitL'Espace Capital, Œil de Poisson, Québec, Canada, 2013
- 2005: Twirl of sonic dimension

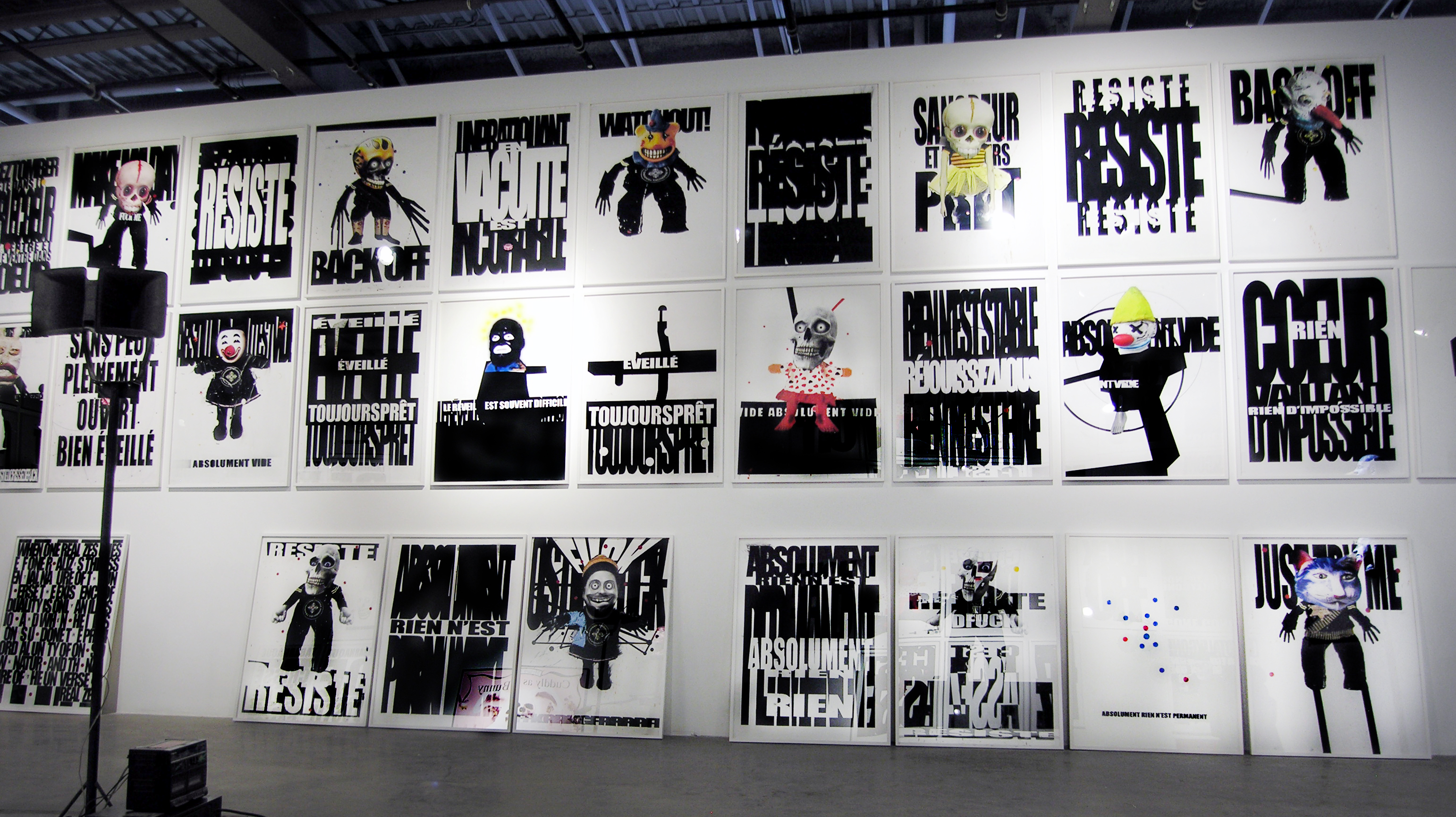
L'Espace Capital, Œil de Poisson, Québec, Canada, 2013

- 2006: Cuddly as a Bunny, épreuve numérique
- 2007: Dharma Bum
- 2012: Je t'aime
- 2013: L'Espace Capital, L'Œil du poisson, Québec, installation
- 2014: Crisse dostie dfuck, pastel sur papier
- 2014: Flux, murale, gare Saint-Léonard Montréal Nord
- 2016: Sans peur

## Expositions

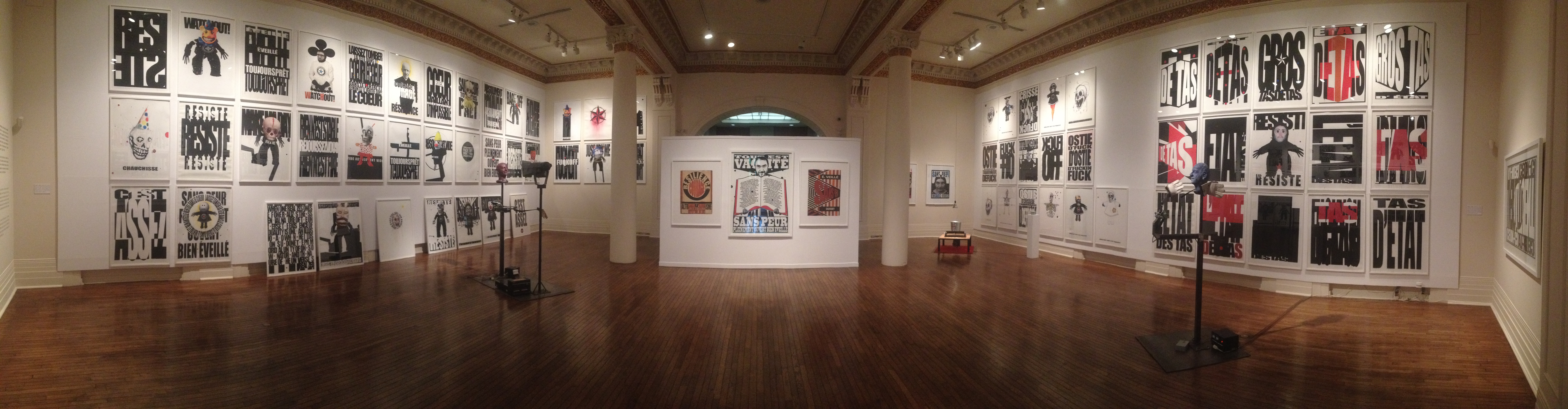
Musée des Beaux-Arts de Sherbrooke, Québec, Canada, 2014

Sylvain Bouthillette a exposé à la galerie Oboro, à la galerie Clark et à la galerie Articule de Montréal en solo. Il a fait partie d'exposition collective notamment au Musée d'art contemporain de Montréal, au Centre Saidye Bronfman, à la galerie Skol. Il a également participé en 2014-2016 à l'exposition et à la publication Post-Punk Art Now ,.